# Place de Kyoto
La place de Kyoto (ou place de Kyōto ou place de Kyôto) est une place située dans le 15e arrondissement de Paris.

## Situation et accès
Elle est située à l’angle du quai Branly et de la rue de la Fédération. 
Ce site est desservi par la station de métro Bir-Hakeim.

## Origine du nom
Elle est nommée en référence à la ville japonaise de Kyoto (京都市) située dans la région du Kansai (関西地方).

## Historique
Cette place porte son nom actuel depuis le 12 juillet 1999.

## Bâtiments remarquables et lieux de mémoire

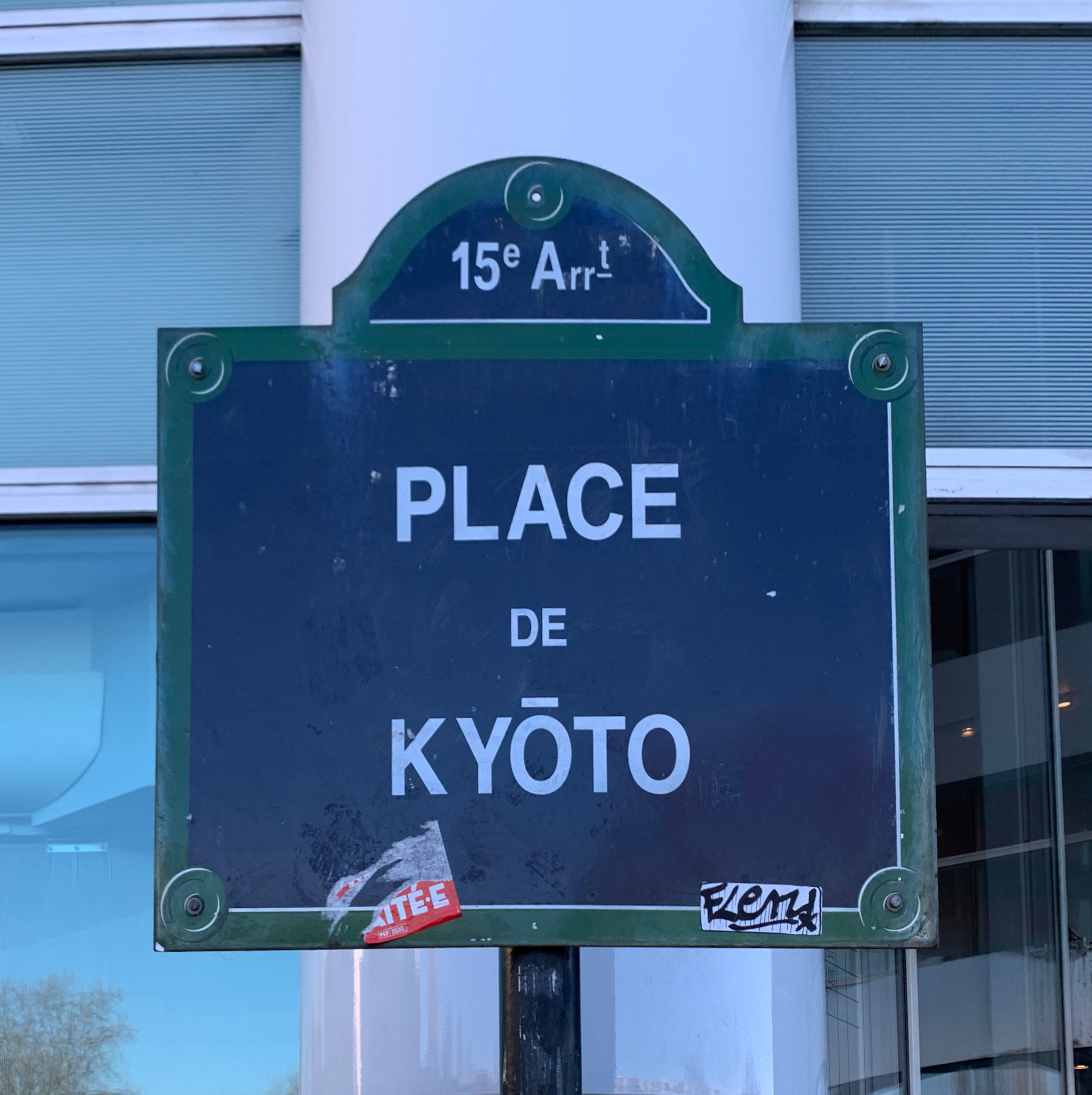
Plaque de la place.

La place de Kyōto est une petite place. La façade de la maison de la culture du Japon à Paris (MCJP) occupe toute la place mais son adresse postale est au 101 bis, quai Branly.
Cette place ne comporte donc aucun bâtiment et les plaques de rue doivent donc être supportées par des poteaux en fer.